# Fibonacci-Primzahl
Eine Fibonacci-Primzahl (engl. Fibonacci prime) ist eine natürliche Zahl, welche zugleich eine Fibonacci-Zahl und eine Primzahl ist. Fibonacci-Primzahlen sind Gegenstand der Zahlentheorie.

## Beispiele für Fibonacci-Primzahlen
Die Folge der Fibonacci-Primzahlen beginnt mit folgenden zehn Zahlen (vgl. Folge A005478  in OEIS):
{\displaystyle f_{3}=2}
{\displaystyle f_{4}=3}
{\displaystyle f_{5}=5}
{\displaystyle f_{7}=13}
{\displaystyle f_{11}=89}
{\displaystyle f_{13}=233}
{\displaystyle f_{17}=1597}
{\displaystyle f_{23}=28657}
{\displaystyle f_{29}=514229}
{\displaystyle f_{43}=433494437}
Die momentan größten bekannten Fibonacci-Primzahlen sind die folgenden:
{\displaystyle f_{50833},f_{81839},f_{104911}}
Die größte bekannte Fibonacci-Primzahl {\displaystyle f_{104911}} hat 21.925 Stellen und wurde im April 2001 von Bouk de Water entdeckt, aber erst am 16. Oktober 2015 von Mathew Steine als Primzahl identifiziert (Stand: 15. August 2018).
Es gibt noch wesentlich größere Zahlen, die Fibonacci-Primzahlen sein könnten, nur ist man sich wegen ihrer Größe noch nicht sicher, ob es sich tatsächlich um Primzahlen oder doch „nur“ um Pseudoprimzahlen handelt. Sie erfüllen jedenfalls viele Eigenschaften einer Primzahl und es gilt als wahrscheinlich, dass es sich um Primzahlen handelt. Solche „wahrscheinlichen Primzahlen“ nennt man PRP-Zahlen. Diese potentiellen weiteren Fibonacci-Primzahlen {\displaystyle f_{n}} haben folgenden Index {\displaystyle n}:
n = 130021, 148091, 201107, 397379, 433781, 590041, 593689, 604711, 931517, 1049897, 1285607, 1636007, 1803059, 1968721, 2904353, 3244369, 3340367
Die größte bekannte Fibonacci-PRP-Zahl {\displaystyle f_{3340367}} hat 698.096 Stellen und wurde im März 2018 von Henri Lifchitz entdeckt (Stand: 15. August 2018).

## Primalitätsprüfung
Es gibt eine Anzahl von Bedingungen, auf die man bei der Primalitätsprüfung der Fibonacci-Zahlen und ihrer Teilbarkeitseigenschaften zurückgreifen kann.
Eine dieser Bedingungen ist die folgende:
Für {\displaystyle m,n\in \mathbb {N} } und {\displaystyle m>2} ist {\displaystyle m} ein Teiler von {\displaystyle n} dann und nur dann, wenn {\displaystyle f_{m}} ein Teiler von {\displaystyle f_{n}} ist.
Daraus ergibt sich die folgende Bedingung:
Ist {\displaystyle n\neq 4} und {\displaystyle f_{n}} eine Fibonacci-Primzahl, so ist {\displaystyle n} selbst eine Primzahl.
Diese Bedingung ist notwendig, aber nicht hinreichend. Viele Fibonacci-Zahlen {\displaystyle f_{p}}, deren Index {\displaystyle p} eine Primzahl ist, sind keine Primzahlen. Die drei kleinsten Beispielfälle hierfür sind:
{\displaystyle p=19} mit {\displaystyle f_{19}=4181=37\cdot 113}
{\displaystyle p=31} mit {\displaystyle f_{31}=1346269=557\cdot 2417}
{\displaystyle p=37} mit {\displaystyle f_{37}=24157817=73\cdot 149\cdot 2221}

## Ungelöstes Problem
Als eines der großen ungelösten Probleme im Zusammenhang mit den Fibonacci-Primzahlen gilt die Frage:
Existieren unendlich viele Fibonacci-Primzahlen?
Der israelische Astrophysiker und Wissenschaftsautor Mario Livio schreibt dazu:
… So, is there an infinite number of Fibonacci primes …? No one actually knows, and this is probably the greatest unsolved mathematical mystery about Fibonacci numbers.
Die Lösung des Problems gilt nach Ansicht des britischen Mathematikers Richard K. Guy als sehr unwahrscheinlich, er schreibt:
We are very unlikely to know for sure that the Fibonacci sequence … contains infinitely many primes.